# Christopher Marlowe
Christopher “Kit” Marlowe (n. 23 februarie 1564, Canterbury, Regatul Angliei – d. 30 mai/9 iunie 1593, Deptford⁠(d), Regatul Angliei) a fost un dramaturg, poet și traducător englez din epoca elisabetană. Cel mai însemnat autor de tragedie din această perioadă înainte de Shakespeare, Kit Marlowe este cunoscut pentru deosebitul său vers alb, pentru personajele sale care au cucerit publicul, precum și pentru propria-i moarte.

## Tinerețe

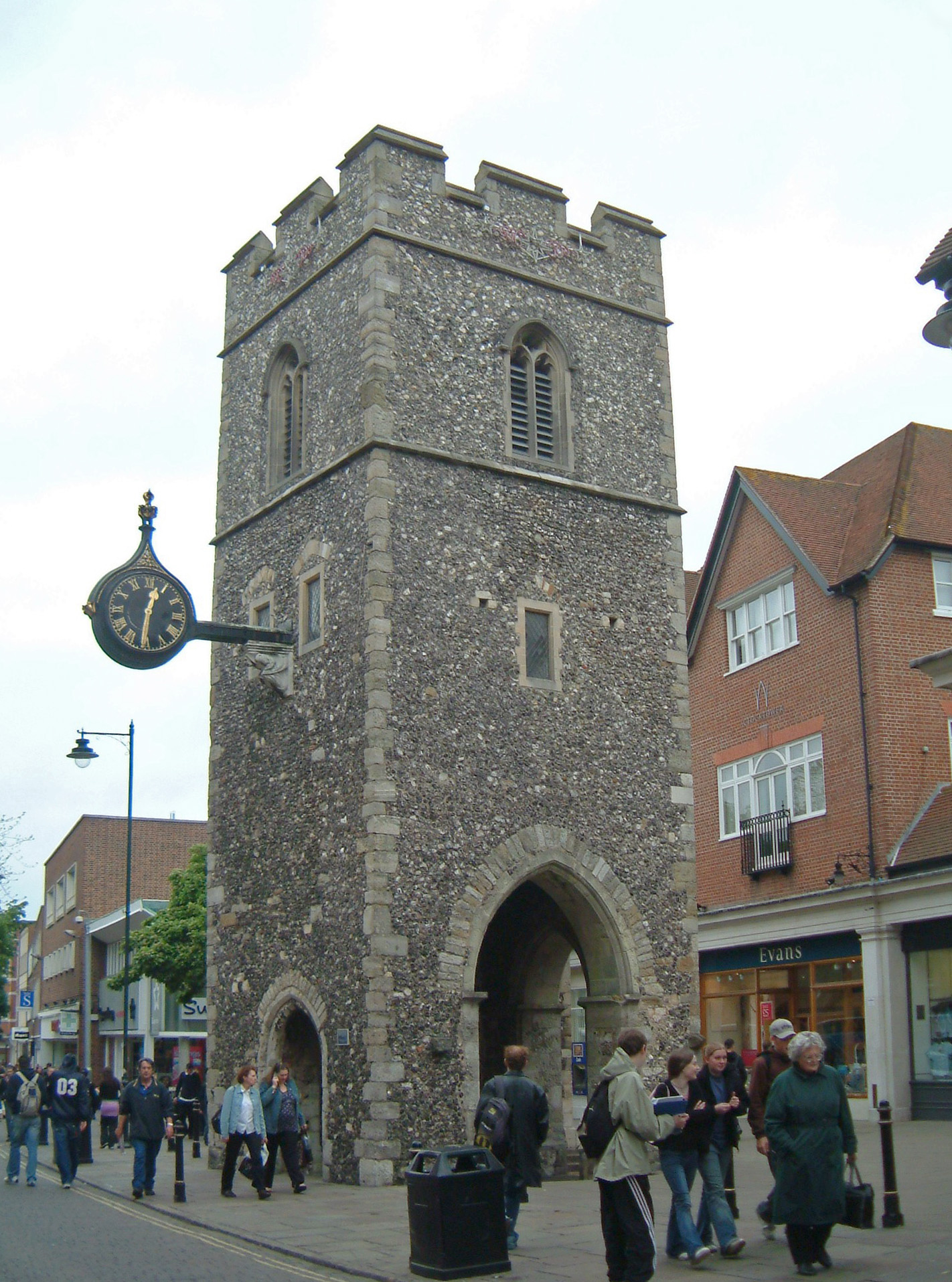
Marlowe a fost botezat la biserica St George's Church, Canterbury

A fost botezat la biserica St. George, Canterbury, pe 26 februarie 1564. A fost fiul unui pantofar prosper din Canterbury, numit John Marlowe și al Katherinei. Marlowe a fost un elev excepțional și la cinsprezece ani a primit o bursă la King’s School în Canterbury, una dintre cele mai vechi școli din Marea Britanie; și-a continuat studiile la Corpus Christy College, Cambridge, cu bursă și a primit licența în arte în 1584. În 1587, universitatea a ezitat să-i acorde doctoratul, datorită unui zvon cum că s-ar fi convertit la religia romano-catolică și că intenționa să meargă la școala engleză din Reims pentru a se pregăti de preoție.
Însă doctoratul i-a fost acordat la timp, atunci când Consiliul de Stat a intervenit pentru el, elogiindu-l pentru "comportament loial" și pentru "bune servicii" în slujba reginei. Natura serviciilor lui Marlowe nu a fost specificată de Consiliu, dar scrisoarea lor pentru autoritățile de la Cambridge a provocat multe speculații și în special aceea că Marlowe ar fi operat ca și agent secret. Nici o dovadă directă nu susține această teorie, deși Marlowe a servit, în mod evident, Guvernul într-o anumită măsură.
Dido, regina Cartaginei pare a fi prima operă dramatică existentă a lui Marlowe, scrisă probabil la Canterbury cu Thomas Nashe.
Prima piesă a lui Marlowe jucată pe scena din Londra a fost Tamerlan cel Mare (1587), povestea despre cuceritorul Tamerlan (Timur), care se ridică de la condiția de păstor umil pentru a purta război cu regii lumii. A fost una din primele piese cunoscute engleze în care s-a folosit versul alb și, alături de Tragedia spaniolă a lui Thomas Kyd, este considerată începutul perioadei de maturitate a teatrului elisabetan. Tamerlan cel Mare a fost un succes și a urmat curând și Tamerlan Partea II.
Evreul din Malta, care descrie răzbunarea barbară a unui evreu maltez față de autoritățile orașului, redă un prolog transmis de un personaj reprezentându-l pe Machiavelli. Este, de asemenea, o piesă complexă datorită faptului că evreul Baraba este portretizat în mod constant cu simpatie (pe când creștinii par a fi zugrăviți cu antipatie), iar în uneltirile sale permanente, Baraba este adesea legat de autorul însuși.
Eduard al II-lea este o piesă istorică engleză despre detronarea regelui homosexual Eduard al II-lea de către baronii nemulțumiți și de către regina Franței.
Masacrul de la Paris este o piesă scurtă, schițată, portretizând evenimentele din preajma masacrului din Noaptea Sfântului Bartolomeu, din 1572, un eveniment pe care protestanții englezi îl invocă adesea ca fiind cel mai negru exemplu de trădare catolică. De asemenea prezintă un personaj tăcut, "agentul englez", care se presupune că l-ar fi întruchipat pe Marlowe însuși și chiar ar fi fost jucat de acesta. Această piesă (alături Faust) se crede că ar fi fost ultima piesă a lui Marlowe și este privită ca și cea mai periculoasă, fiind vorba despre monarhi și politicieni în viață (acest lucru fiind considerat act de trădare în acel timp) și adresându-se chiar reginei Elisabeta I, în ultima scenă.
Tragica istorie a doctorului Faust, bazată pe Cartea lui Faust germană (Faustbuch), recent publicată, a fost prima versiune dramatică a legendei lui Faust (povestea omului de știință care are legături cu diavolul.)
Deși versiuni ale Pactului diavolului se pot regăsi în secolul IV, Marlowe deviază în mod semnificativ de la acesta, prin aceea că el creează un erou incapabil să-și ardă cărțile sau căruia nu-i poate fi anulat contractul de către un zeu milos la sfârșitul piesei.
Protagonistul lui Marlowe este, în schimb, sfâșiat de demoni și târât în iad în țipete. Doctor Faust reprezintă o problemă textuală pentru cercetători, deoarece a fost foarte editată (și probabil cenzurată) și rescrisă după moartea lui Marlowe. Există astfel două versiuni ale piesei: versiunea (in-quatro) din 1604, cunoscută de asemenea ca și textul A și versiunea (in-quatro) din 1616 sau textul B. Se crede că textul A este textul cel mai reprezentativ din opera lui Marlowe și se crede că a fost scos din hârtiile îmbâcsite, din copiile manuscriselor necorectate și îngrămădite, sugerând astfel că era neterminat la data asasinării lui Marlowe.
Piesele lui Marlowe aveau un succes enorm, datorat, în mare parte, și fără îndoială, prezenței pe scenă a impozantului Eduard Alleyn. El era neobișnuit de înalt pentru acea perioadă și rolurile de arogant ale lui Tamerlan, Faust și Baraba au fost scrise probabil pentru el. Piesele lui Marlowe erau baza repertoriului companiei lui Alleyn, “The Amrial Men”, de-a lungul anilor 1590.
Marlowe a scris de asemenea și poezie, incluzând, după cât se pare, și o epopee minoră, Hero and Leander (publicată cu o continuare de George Chapman în 1598), poezia lirică The Passionate Shepherd to His Love (Pasionatul păstor iubitei lui) și traduceri din Amoruri (Ovidiu) și prima carte din Farsalia lui Lucan.
Cele două părți ale piesei Tamerlan au fost publicate în 1590; toate celelalte piese ale lui Marlowe au fost publicate postum. În 1599 apar traducerile din Ovidiu.

## Legenda Marlowe
La fel cum este și cazul altor scriitori ai perioadei, cum ar fi Shakespeare, și despre viața lui Marlowe se știu puține lucruri. Cele mai multe dovezi se regăsesc în registrele legale și în alte documente oficiale care însă nu conțin multă informație despre el. Acest fapt nu i-a împiedicat însă pe scriitorii de ficțiune și nici pe autenticiști să speculeze pe marginea activităților și a caracterului său. Marlowe a fost adesea privit ca și spion, scandalagiu, eretic și homosexual, precum și "magician", "duelist", "consumator de tabac", "falsificator" și "desfrânat". Dovezile pentru majoritatea acestor acuzații sunt neînsemnate. Datele despre viața lui Marlowe au fost ornate de mulți scriitori cu povești colorate și adesea fanteziste despre lumea interlopă elisabetană.

### Spionajul
Marlowe a fost adesea bănuit ca fiind spion al stăpânirii.

#### Posibile dovezi ale spionajului
Așa cum s-a menționat mai sus, în 1587 Consiliul de Stat a ordonat Universității Cambridge să-i acorde doctoratul în arte, negând zvonurile cum că el ar fi intenționat să meargă la Colegiul Catolic Englez din Reims, spunând, în schimb, că a fost implicat în "probleme" (nespecificate) în serviciul reginei. Această informație a fost luată dintr-un document datat 29 iunie 1587, din Serviciul de Evidența Populației – Actele Consiliului Secret al Coroanei.
Uneori s-a teoretizat că Marlowe a fost "Morley", tutorele Arabellei Stuart în 1589, descris de custodele Arabellei, contesa de Shrewsbury. Această posibilitate a fost menționată pentru prima dată într-o scrisoare adresată jurnalului Suplimentul literar al ziarului The Times, scrisă de E. St. John Broks în 1937; într-o scrisoare către Notes and Queries, John Baker a adăugat că doar Marlowe ar fi putut fi tutorele Arabellei, datorită absenței oricărui alt "Morley" cu doctorat în acea perioadă. Unii biografi cred că acel "Morely" în discuție ar fi putut fi un frate de-al muzicianului Thomas Morley. Dacă Marlowe a fost tutorele Arabellei, acesta ar putea fi un indiciu că el a fost spion, de vreme ce Arabella, nepoata reginei Maria a Scoției și verișoară a lui James al VI-lea al Scoției (mai târziu James I al Angliei), era la acea dată o candidată puternică la succesiunea pentru tronul reginei Elisabeta.
În 1592, Marlowe a fost arestat în orașul danez Flushing pentru încercarea de a falsifica monede. El a fost trimis la Marele Vistier pentru ca acesta să se ocupe de el, dar nicio condamnare sau întemnițare nu par să fi rezultat din aceasta.

#### Arestarea și moartea
La începutul lui mai 1593 au fost lipite câteva manifeste despre amenințarea Londrei de către refugiații protestanți din Franța și Olanda care s-au stabilit în oraș. Unul dintre acestea Pamfletul Biserica daneză, scris în vers alb, conținea aluzii la câteva din piesele lui Marlowe și a fost semnat "Tamerlan". Pe 11 mai, Consiliul de Stat a ordonat arestarea celui responsabil de acest pamflet. A doua zi, colegul lui Marlowe, Thomas Kyd, a fost arestat. Locuința lui Kyd a fost cercetată și s-a găsit un fragment dintr-un opuscul eretic. Kyd a declarat, probabil sub tortură, că acesta îi aparținea lui Marlowe. Cu doi ani înainte ei lucraseră împreună pentru un patron aristocrat, probabil Ferdinando Stanley, Lord Strange, și Kyd a declarat că atunci, pe când împărțeau același atelier, documentul s-a rătăcit printre hârtiile lui. Arestarea lui Marlowe a fost ordonată pe 18 mai. Marlowe nu era la Londra, ci stătea la Thomas Walsingham, vărul lui Sir Francis Walsingham, secretar principal al reginei Elisabeta în anii 1580, un om adânc implicat în spionajul de stat. Oricum, el s-a prezentat, așa cum se cuvenea, în fața Consiliului de Stat pe 20 mai și i s-a cerut să facă zilnic prezența în fața Domniilor lor, până când i se va dicta altfel. Pe 30 mai, Marlowe a fost asasinat.
La vremea aceea circulau diverse versiuni asupra morții lui Marlowe. Francis Meres spune că Marlowe a fost înjunghiat mortal de către un servitor de la un bordel, un rival de-al său în iubirile sale desfrânate, drept pedeapsă pentru epicurismul și ateismul său. În 1917, în Dicționarul Biografiei Naționale, Sir Sidney Lee a scris că Marlowe a fost ucis într-o luptă cauzată de beție și acest fapt este și azi adesea luat ca și realitate.
Faptele au ieșit la iveală abia în 1925, când savantul Leslie Hotson a descoperit raportul coronerului asupra morții lui Marlowe la Oficiul de Evidență a Populației. Marlowe și-a petrecut întreaga zi împreună cu trei bărbați, Ingram Frizer, Nicholas Skeres și Robert Poley într-o casă (nu într-o tavernă așa cum se spune adesea, chiar și în unele biografii) în Deptford, casă deținută de văduva Eleanor Bull.
Toți trei erau angajați ai familiei Walsingham. Skeres și Poley au ajutat la prinderea conspiratorilor în complotul Babington. Frizer era un servitor de-al lui Thomas Walsingham. Martorii au declarat că Frizer și Marlowe s-au certat asupra manifestului, schimbând "tot felul de cuvinte răutăcioase". Mai târziu, pe când Frizer stătea la masă între ceilalți doi, iar Marlowe stâtea întins pe canapea, Marlowe a înșfăcat pumnalul lui Frizer și l-a atacat. În lupta ce a urmat, conform raportului coronerului, Marlowe a fost înjunghiat accidental deasupra ochiului drept, murind pe loc. Instanța a decis că Frizer a acționat în autoapărare și într-o lună a fost iertat. Marlowe a fost înmormântat într-un loc nemarcat în curtea bisericii St. Nicholas, Deptford, pe 1 iunie 1593.
Moartea lui Marlowe este considerată de unii asasinat din următoarele motive:
1. cei trei oameni care erau cu el în cameră când a murit aveau legături atât cu serviciile secrete de stat, cât și cu lumea interlopă londoneză. Frizer și Skeres au fost de asemenea cunoscuți ca și cămătari și șarlatani, așa cum arată înregistrările de la curte. Casa lui Bull avea, de asemenea, "legături cu rețeaua de spioni a stăpânirii".
2. povestea cum că ei ar fi avut o ieșire de o zi la Deptford este considerată neplauzibilă. De fapt, ei au petrecut întreaga zi zăvorâți împreună, cufundați adânc în discuții. De asemenea, Robert Poley aducea corespondența confidențială reginei, aflată în palatul ei din Nonsuch, Surrey, dar, în loc să livreze corespondența, și-a petrecut întreaga zi cu Marlowe și cu ceilalți doi.
3. pare o coincidență prea mare că moartea lui Marlowe a avut loc la doar câteva zile după ce a fost arestat pentru erezie.
4. modul în care a fost arestat Marlowe sugerează cauze mult mai profunde decât ar indica o simplă acuzație de erezie. El a fost eliberat în ciuda probelor prima facie. Astfel, pare probabil că s-a intenționat ca investigația să fie în primul rând un avertisment pentru politicienii de la “Școala Nopții” și/sau că a avut legătură cu o luptă puternică chiar în cadrul Consiliului de Stat.
5. diferitele incidente care conduc la legăturile avute cu Consiliul de Stat, precum și faptul că patronul său era Thomas Walsingham, văr al doilea al lui Sir Francis, care era implicat activ în serviciile secrete.
Din aceste motive, precum și din altele, unii cred că au fost mai mulți factori care au contribuit la moartea lui Marlowe decât cei care au ieșit la iveală la anchetă. Este de asemenea posibil ca el să nu fi fost ucis deloc și ca moartea lui să fi fost înscenată. Oricum, pe baza informațiilor existente nu este posibil să se tragă nici o concluzie definitivă asupra a ceea ce s-a întâmplat sau de ce. Există teorii diferite și cu grade de probabilitate diferite. De vreme ce concluziile trebuie să se bazeze doar pe documente scrise și de vreme ce este probabil ca informațiile cruciale despre moartea lui să nu fi fost niciodată notate în scris, este puțin probabil să fie vreodată cunoscute circumstanțele complete ale morții lui.

### Ateism
Marlowe a avut reputația de ateu. Singura dovadă din zilele noastre vine de la acuzatorul lui Marlowe din Flushing, un informator numit Richard Baines. Guvernatorul de Flushing a raportat că cei doi s-au acuzat reciproc de instigare la fals și de intenția de a trece de partea catolicilor (considerat de către protestanți ateism). În urma arestării lui Marlowe sub acuzație de ateism în 1593, Baines a prezentat autorităților pentru cercetare o scrisoare conținând opinia condamnabilă a unui anume Christopher Marly asupra religiei și disprețul acestuia față de cuvântul Dumnezeu. El mai pretindea și că Marlowe avea o slăbiciune pentru biserica catolică. Alte pasaje sunt mai degrabă sceptice în ton și argumente: el convinge oamenii să treacă la ateism, încurajând-i să nu se teamă de gogorițe și spiriduși. Astfel de afirmații au fost făcute și de Thomas Kyd după ce a fost încarcerat și, posibil, torturat; atât Kyd, cât și Baines îl leagă pe Marlow de matematicianul Thomas Harriot și de cercul lui Walter Raleigh. Un alt document susține că Marlowe a citit "o prelegere publică pe tema ateismului" înaintea lui Raleigh. Baines își încheie scrisoarea cu afirmația răutăcioasă: "Eu cred că toți creștini ar trebui să încerce să închidă gura unui membru atât de periculos."
Unii critici cred că Marlowe a încercat să răspândească asemenea puncte de vedere în opera lui și că s-a identificat cu protagoniștii săi rebeli și iconoclaști. Oricum, piesele trebuia aprobate de către "Maestrul de ceremonii" înainte de a putea fi jucate și cenzura publicațiilor era sub controlul Arhiepiscopului de Canterbury. Probabil că aceste autorități nu au considerat inacceptabile nici una dintre piesele lui Marlowe (cu excepția traducerilor din Amoruri).

### Orientarea sexuală
Marlowe este adesea descris astăzi ca și homosexual. Unii cred că problema dacă un elisabetan era homosexual sau nu, în sens modern, este anacronă; pentru elisabetani ceea ce azi este adesea numit homosexual/bisexual era mai degrabă recunoscut ca simplu act sexual decât ca orientare și identitate sexuală.
Două documente sugerează faptul că Marlowe a fost homosexual.
- Cea mai elocventă este declarația lui Richard Baines, un informator care a făcut o listă lungă de acuzații împotriva lui Marlowe după arestarea acestuia în Flushing. Majoritatea acestor acuzații au în vedere ateismul lui Marlowe, dar Baines a pretins, de asemenea, că Marlowe a spus "toți cei care nu iubesc tutunul și băieții sunt nebuni."
- În 1593, colegul de cameră și prietenul lui Marlowe, Thomas Kyd a fost întemnițat și interogat după ce în camera lui au fost găsite documente ateiste. Afirmând că hârtiile aparțin lui Marlowe, Kyd a întocmit mai târziu o listă, detaliind câteva dintre "opiniile monstruoase" ale lui Marlowe, ceea ce includea și afirmația lui Marlowe că "Hristos l-ar fi iubit cu o dragoste extraordinară pe Sfântul Ioan."

Pe lângă asta a mai fost scos în evidență și faptul că nu există nici o dovadă a vreunui mariaj sau a vreunei partenere a lui Marlowe.
Unii savanți susțin că dovezile sunt neconcludente și că notele despre homosexualitatea lui Marlowe ar putea fi doar simple zvonuri exagerate scornite după moartea sa. David Bevington și Eric Rasmussen descriu dovezile lui Baines drept "mărturie neverosimilă" și fac următorul comentariu: "Acestea și alte afirmații trebuie discreditate pentru exagerarea lor și pentru că au fost produse în circumstanțe legale care ar putea fi privite ca și vânătoare de vrăjitoare." De asemenea s-a menționat că mărturiile lui Kyd au fost făcute sub tortură și astfel pot avea o legătură mică cu realitatea.

## Reputația lui Marlowe printre scriitorii contemporani

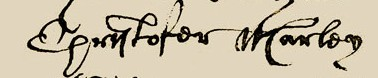
Semnătura lui Marlowe

Oricare ar fi interesul particular al criticilor moderni, biografi și romancieri pentru contemporanii lui din lumea literară, Marlowe era înainte de toate un artist admirat și influent. În săptămânile următoare morții lui, George Peele și-a amintit de el ca și "Marley cel iubit de muze"; Michael Drayton a scris că "Avea în el acele lucruri translunare brave/Pe care le avuseră primii poeți", iar Ben Jonson a scris despre "trăsătura puternică a lui Marlowe". Thomas Nashe a scris călduros despre prietenul său "bietul decedat Kit Marlowe". Tot astfel a făcut și editorul Edward Blount, în dedicația din Hero and Leander pentru Sir Thomas Walsingham.
Cel mai mare tribut i-a fost plătit lui Marlowe de Shakespeare în piesa Cum vă place, unde el nu doar citează un vers din Hero and Leander, dar face, prin cuvintele clovnului Touchstone referire la moartea lui Marlowe.
Shakespeare a fost într-adevăr foarte influențat de Marlowe în opera sa de început, după cum se poate vedea din re-utilizarea temelor lui Marlowe în Antoniu și Cleopatra, Negustorul din Veneția, Richard al II-lea și Macbeth (Dido, Evreul din Malta, Eduard al II-lea și Doctor Faust). Într-adevăr, în Hamlet, după întâlnirea cu actorii ambulanți, Hamlet începe să discute despre Dido, regina Cartaginei, citând din ea. Deoarece aceasta a fost singura piesă a lui Marlowe care nu s-a jucat la teatrul public, putem observa că Shakespeare a fost chiar discipol marlovian; și într-adevăr, în Zadarnicele chinuri ale dragostei, copiind Masacrul din Paris al lui Marlowe, Shakespeare aduce un personaj numit Marcade (cuvântul francez pentru Mercur – mesagerul zeilor – o poreclă pe care Marlowe a folosit-o pentru el însuși), care sosește ca să întrerupă "veselia", cu vești despre moartea regelui; un tribut potrivit adus cuiva căruia îi plăcea distrugerea în piesele sale.

## Marlowe sau Shakespeare?
Date fiind inconsistențele de nepătruns cu privire la povestea morții lui Marlowe, a apărut continuu în prim-plan o teorie a conspirației centrată pe faptul că Marlowe ar fi putut să-și însceneze moartea și apoi să continue să scrie sub presupusul nume de William Shakespeare.

## Opere
Datele despre redactare sunt aproximative

#### Teatru
- Dido, regina Cartaginei (1586)(scrisă probabil împreună cu Thomas Nashe)
- Tamerlan cel Mare, partea I (1587)
- Tamerlan, partea a II-a (1587-1588)
- Evreul din Malta (1589)
- Doctor Faust (1589 sau 1593)
- Eduard al II-lea (1592)
- Masacrul din Paris (1593)

#### Poezie
- Traduceri din Farsalia lui Lucan (nu se cunoaște data)
- Traduceri din Amorurile lui Ovidiu (1580?)
- Pasionatul păstor iubitei lui
- Hero and Leander (1593, neterminat; completat de George Chapman, 1598)